# Edward Rutledge
Pour les articles homonymes, voir Rutledge.
Edward Rutledge, né le 23 novembre 1749 à Charleston et mort dans cette même ville le 23 janvier 1800, est un homme politique américain. 
Il est le plus jeune signataire de la Déclaration d'indépendance des États-Unis et le 39e gouverneur de Caroline du Sud.
Il est le frère de John Rutledge, membre de la Cour suprême des États-Unis.

## Biographie
Pendant la Révolution américaine, Edward Rutledge représente, avec son frère John, la Caroline du Sud au Congrès continental (1774-1776). Il s’est efforcé de faire expulser les Afro-Américains de l’armée continentale.
Il sert comme capitaine d’artillerie dans la milice de Caroline du Sud et participe à la bataille de Beaufort en 1779. En mai 1780, Rutledge est capturé par les Britanniques avec ses cosignataires de la Déclaration d’indépendance, Arthur Middleton et Thomas Heyward pendant le siège de Charleston et est emmené à St. Augustine, en Floride. Ils sont libérés lors d’un échange de prisonniers en juillet 1781.